# Kalanchoe manginii
Kalanchoe manginii, известно и като плажни камбани, е вид цъфтящо растение от семейство Дебелецови (Crassulaceae), родом от Мадагаскар.

## Описание
Това е вечнозелено сукулентно многогодишно растение, което расте до 30 см височина и широчина, с извити клони със заоблени лъскави листа и урновидни сьомговочервени цветове през пролетта.

## Отглеждане
Тъй като минималната температура за растеж е 10 ° C, в умерените региони това растение трябва да се отглежда под стъкло като стайно растение.
Това растение е печелило Наградата за градински заслуги на Кралското градинарско общество.

## Галерия
- Общ вид
- K. gracilipes × K. manginii
- Хибрид